# Sherrill Township
Sherrill Township est un township, situé dans le comté de Texas, dans le Missouri, aux États-Unis,.
Le township est fondé en 1848 et baptisé en référence à Joel et John Sherrill, des pionniers.

### Source de la traduction
- (en) Cet article est partiellement ou en totalité issu de l’article de Wikipédia en anglais intitulé « Sherrill Township, Texas County, Missouri » (voir la liste des auteurs).